# Camelin
Camelin es una comuna francesa, situada en el departamento de Aisne, de la región de Alta Francia. Ubicada a 123 km de la capital del país.

## Demografía
| 326 | 334 | 389 | 402 | 401 | 424 | 439 | 455 |
| Para los censos de 1962 a 1999 la población legal corresponde a la población sin duplicidades (Fuente: INSEE [Consultar]) |     |     |     |     |     |     |     |